# Albert Györgyi
Albert Györgyi (Budapest, 1964. május 9. – Budapest, 2008. október 3.) magyar újságíró, riporter, rádiós és televíziós műsorvezető, író.

## Pályafutása
Albert József és Szabó Róza Anna gyermekeként született.
1981–1982 között a nigériai Lagosi Egyetemen tanult, majd 1982–1987 között az Eötvös Loránd Tudományegyetem Bölcsészettudományi Kar Angol–Amerikai és Történeti Intézet angol–történelem szakára járt, s végül 1989-ben a MÚOSZ Újságíró Iskolájában végzett.
1987 és 1989 között a Magyar Rádió Külföldi Adások Főszerkesztőségén az angol szekcióban dolgozott. 1989 és 1993 között az ifjúsági osztályon az Ötödik sebesség és a Reggeli csúcs szerkesztő-műsorvezetője, 1989 és 1995 között a Calypso Rádió műsorvezetője, 1994 és 1998 között pedig a Petőfi Rádió külső szerkesztő-műsorvezetője volt.
A Magyar Televízióban 1992-ig a Mozi Top 10, 1991–1993 között A Reggel szerkesztő-műsorvezetője, majd 1994 és 1996 között a Nap-kelte és a Múzsa műsorvezetője volt. 1997-ben ő hirdette ki a magyar szakmai zsűri pontjait az Eurovíziós Dalfesztivál nemzetközi döntőjében. A Stúdió magazin számára készített tudósításokat filmfesztiválokról, 1998-tól az MTV női, divat- és kulturális műsoraiban volt riporter, 1999-ben a Total Film című folyóirat főszerkesztőjeként dolgozott, 2003-ban pedig a Nemzeti Színház sajtószóvivője volt. Azt követően szabadúszóként, sajtó- és PR-menedzserként dolgozott. Több alkalommal közvetített a televíziónézőknek az Oscar-díjak átadásáról. Később az ATV-ben vezette A nő helye című műsort.
Albert Györgyi világhírű sztárokkal készített interjúkat, mint például Joseph Hellerrel, Paul Simonnal, Glenn Close-zal, John Travoltával, illetve – az Evita című mozifilm magyarországi forgatásán – Madonnával.

### Magánélete
Első férje egy nála húsz évvel idősebb üzletember, második férje Máté Gábor színművész, rendező, harmadik férje Győrffy András borkereskedő volt. Később Galsai Dániel újságíróval élt együtt. Kapcsolatukról Szerelmem, Albert Györgyi címmel írt könyvet.
Utolsó éveiben már egyre gyakrabban küzdött bipoláris depresszióval, alkohol- és gyógyszerfüggőséggel. Vélemények szerint az egykor tehetséges riporter egyszerűen átadta magát a bulvársajtónak, amely előszeretettel cikkezett botrányairól: élő adásban történt lerészegedéséről, férfiügyeiről, ezáltal egy igen negatív képet alakítva ki róla a közvélemény előtt. A tévében ekkoriban már csak bulvárcelebekkel készült interjúkat bíztak rá.

## Halála
2008. október 3-án halt meg Budapesten, amikor egy interjúra indult a TV2 Aktív című műsorába, miután ellenőrzés nélkül, egyik napról a másikra próbált leszámolni súlyos alkoholfüggőségével. A tévécsatorna taxit küldött érte a Café Gustóhoz – amely kedvenc törzshelye volt –, de a gépkocsiban, a Frankel Leó utcai lakása előtt rosszul lett. A kiérkező mentők 45 percig küzdöttek az életéért, de nem tudták megmenteni. A diagnózis szerint halálát légzési és keringési elégtelenség, szívroham okozta.

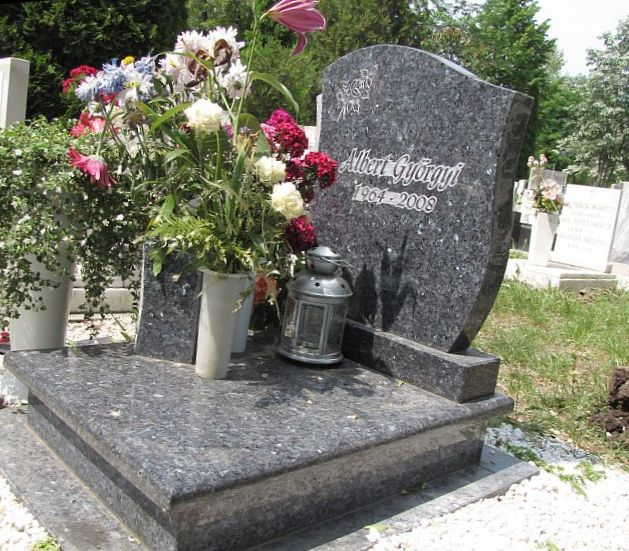
Albert Györgyi sírja Budapesten. Csepeli temető: 34-0-1-41

## Filmes munkái
- Szomszédok (1988) (színész)
- Érzékek iskolája (1996) (színész)
- Állítsátok meg Terézanyut! (2004)
- Az igazi Mikulás (2005)
- A gyertyák csonkig égnek (2006)
- De kik azok a Lumnitzer nővérek? (2006)

## Könyvei
- Miért pont én? – A depresszió szorításában (2005)
- Miért pont ők? – A férfiak fogságában (2006)
- A nő helye. Válogatás Albert Györgyi beszélgetős műsorából; szerk. Vizin Balázs, Szobota Zoltán; Verzum Könyvek, Budapest, 2009